# Вокиган (Илиноис)
Вокиган (енгл. Waukegan) град је у америчкој савезној држави Илиноис. По попису становништва из 2010. у њему је живело 89.078 становника.

## Демографија
Према попису становништва из 2010. у граду је живело 89.078 становника, што је 1.177 (1,3%) становника више него 2000. године.
|                   | 2010.           | 2000.           |
| Укупно            | 89 078 (100,0%) | 87 901 (100,0%) |
| Хиспаноамериканци | 47 612 (53,45%) | 39 396 (44,82%) |
| Белци             | 19 370 (21,74%) | 27 186 (30,93%) |
| Афроамериканци    | 17 081 (19,18%) | 16 890 (19,21%) |
| Азијати           | 3 825 (4,294%)  | 3 146 (3,579%)  |
| Остали            | 1 190 (1,336%)  | 1 283 (1,460%)  |